# Чемпіонат світу з хокею із шайбою 2013 (дивізіон I)
Чемпіонат світу з хокею із шайбою 2013 (дивізіон I) — спортивне змагання з хокею із шайбою під егідою Міжнародної федерації хокею із шайбою (ІІХФ), яке відбулося з 14 по 20 квітня 2013 року. Команди-учасниці в цьому турнірі розділені на дві окремі групи. Матчі в групі А проходили у Будапешті, Угорщина, а групи B — у Донецьку, Україна.
Збірні Казахстан та Італії підвищилися до елітного дивізіону чемпіонату світу 2014. Збірна України підвищилась до дивізіону I (група А).

## Регламент змагань
Команди, які посіли 1-е і 2-е місця в групі А, отримають право грати в елітному дивізіоні чемпіонату світу наступного року. Команда, що посіла 6-е місце в групі А, переходить в групу В I-го дивізіону Чемпіонату світу наступного року. Команда, що посіла 1-е місце в групі В, переходить в групу А I-го дивізіону чемпіонату світу наступного року. Команда, що посіла 6-е місце в групі В, переходить у II-й дивізіон Чемпіонату світу наступного року.

## Група А

### Підсумкова таблиця
| Команда         | І | В | ВО | ПО | П | ШЗ | ШП | Р   | О  |
| --------------- | - | - | -- | -- | - | -- | -- | --- | -- |
| Казахстан       | 5 | 4 | 0  | 0  | 1 | 18 | 6  | +12 | 12 |
| Італія          | 5 | 4 | 0  | 0  | 1 | 15 | 6  | +11 | 12 |
| Угорщина        | 5 | 3 | 0  | 1  | 1 | 12 | 10 | +2  | 10 |
| Японія          | 5 | 2 | 0  | 0  | 3 | 13 | 16 | −3  | 6  |
| Південна Корея  | 5 | 1 | 1  | 0  | 3 | 16 | 19 | −3  | 5  |
| Велика Британія | 5 | 0 | 0  | 0  | 5 | 5  | 22 | −17 | 0  |

Легенда
|  |                                               |
|  | Підвищення до елітного дивізіону 2013         |
|  | Пониження до першого дивізіону (група B) 2013 |

### Результати
| Дата       | Збірна          | Рахунок                                                                                   | Збірна          |
| ---------- | --------------- | ----------------------------------------------------------------------------------------- | --------------- |
| 14.04.2013 | Японія          | 2:5 (1:1, 1:2, 0:2) Протокол [Архівовано 19 лютого 2014 у Wayback Machine.]               | Казахстан       |
| 14.04.2013 | Південна Корея  | 0:4 (0:1, 0:2, 0:1) Протокол [Архівовано 19 лютого 2014 у Wayback Machine.]               | Італія          |
| 14.04.2013 | Велика Британія | 2:4 (1:0, 1:3, 0:1) Протокол [Архівовано 19 лютого 2014 у Wayback Machine.]               | Угорщина        |
| 15.04.2013 | Італія          | 4:1 (1:0, 2:0, 1:1) Протокол [Архівовано 19 лютого 2014 у Wayback Machine.]               | Японія          |
| 15.04.2013 | Казахстан       | 5:0 (2:0, 1:0, 2:0) Протокол [Архівовано 19 лютого 2014 у Wayback Machine.]               | Велика Британія |
| 15.04.2013 | Угорщина        | 4:5 Б (3:0, 1:1, 0:3 – 0:0 – 0:1) Протокол [Архівовано 13 жовтня 2013 у Wayback Machine.] | Південна Корея  |
| 17.04.2013 | Південна Корея  | 5:6 (0:1, 3:3, 2:2) Протокол [Архівовано 19 лютого 2014 у Wayback Machine.]               | Японія          |
| 17.04.2013 | Італія          | 5:1 (1:1, 1:0, 3:0) Протокол [Архівовано 19 лютого 2014 у Wayback Machine.]               | Велика Британія |
| 17.04.2013 | Казахстан       | 1:2 (0:0, 1:1, 0:1) Протокол [Архівовано 19 лютого 2014 у Wayback Machine.]               | Угорщина        |
| 19.04.2013 | Казахстан       | 4:2 (3:0, 1:0, 0:2) Протокол [Архівовано 19 лютого 2014 у Wayback Machine.]               | Південна Корея  |
| 19.04.2013 | Японія          | 4:1 (1:0, 1:0, 2:1) Протокол [Архівовано 19 лютого 2014 у Wayback Machine.]               | Велика Британія |
| 19.04.2013 | Угорщина        | 1:2 (1:1, 0:0, 0:1) Протокол [Архівовано 19 лютого 2014 у Wayback Machine.]               | Італія          |
| 20.04.2013 | Велика Британія | 1:4 (1:0, 0:3, 0:1) Протокол [Архівовано 19 лютого 2014 у Wayback Machine.]               | Південна Корея  |
| 20.04.2013 | Італія          | 0:3 (0:1, 0:1, 0:1) Протокол [Архівовано 19 лютого 2014 у Wayback Machine.]               | Казахстан       |
| 20.04.2013 | Угорщина        | 1:0 (1:0, 0:0, 0:0) Протокол [Архівовано 19 лютого 2014 у Wayback Machine.]               | Японія          |

### Статистика

#### Бомбардири
Список 10 найкращих гравців, сортованих за очками. Список розширений, оскільки деякі гравці набрали рівну кількість очок. 
І = проведено ігор; Г = голи; П = передачі; Очк. = очки; +/− = плюс/мінус; Ш = штрафні хвилини;
| М  | Гравець         | Країна         | І | Г | П | Очк. | +/– | Ш  |
| -- | --------------- | -------------- | - | - | - | ---- | --- | -- |
| 1  | Роман Старченко | Казахстан      | 5 | 5 | 2 | 7    | 2   | +4 |
| 2  | Патрік Іаноне   | Італія         | 5 | 4 | 2 | 6    | 4   | +1 |
| 2  | Кім Кі-сон      | Південна Корея | 5 | 4 | 2 | 6    | 0   | 0  |
| 4  | Сухей Кудзі     | Японія         | 5 | 2 | 4 | 6    | 0   | 0  |
| 5  | Мартон Ваш      | Угорщина       | 5 | 1 | 5 | 6    | 2   | +3 |
| 6  | Дмитро Уппер    | Казахстан      | 5 | 0 | 6 | 6    | 2   | +3 |
| 7  | Брок Радунське  | Південна Корея | 5 | 3 | 2 | 5    | 2   | −2 |
| 7  | Талгат Жайлауов | Казахстан      | 5 | 3 | 2 | 5    | 4   | +1 |
| 9  | Балаж Ладаньї   | Угорщина       | 5 | 1 | 4 | 5    | 0   | +1 |
| 10 | Кім Сонг Во     | Південна Корея | 5 | 0 | 5 | 5    | 2   | −1 |

IIHF.com [Архівовано 3 січня 2014 у Wayback Machine.]

#### Найкращі воротарі
Список п'яти найращих воротарів, сортованих за відсотком відбитих кидків. У список включені лише ті гравці, які провели щонайменш 40% хвилин.
| М | Гравець          | Країна         | ЧНЛ    | ГП | СП    | %ВК  | ША |
| - | ---------------- | -------------- | ------ | -- | ----- | ---- | -- |
| 1 | Віталій Колесник | Казахстан      | 274:43 | 4  | 96.77 | 0.87 | 2  |
| 2 | Адам Денніс      | Італія         | 240:00 | 3  | 96:30 | 0.75 | 1  |
| 3 | Левенте Супер    | Угорщина       | 179:08 | 5  | 94.19 | 1.67 | 0  |
| 4 | Пак Сун Дже      | Південна Корея | 142.14 | 6  | 93.02 | 2.53 | 0  |
| 5 | Фукуфудзі Ютака  | Японія         | 298:50 | 16 | 90.48 | 3.21 | 0  |

ЧНЛ = часу на льоду (хвилини:секунди); ГП = голів пропушено; СП = Середня кількість пропущених шайб; %ВК = відбитих кидків (у %); ША = шатаути
IIHF.com [Архівовано 3 січня 2014 у Wayback Machine.]

#### Нагороди
Найкращі гравці, обрані дирекцією ІІХФ
- Найкращий воротар:  Адам Денніс
- Найкращий захисник:  Аарон Келлер
- Найкращий нападник:  Патрік Іаноне

## Група B

### Підсумкова таблиця
| Команда    | І | В | ВО | ПО | П | ШЗ | ШП | Р   | О  |
| ---------- | - | - | -- | -- | - | -- | -- | --- | -- |
| Україна    | 5 | 4 | 1  | 0  | 0 | 30 | 7  | +23 | 14 |
| Польща     | 5 | 4 | 0  | 0  | 1 | 22 | 9  | +13 | 12 |
| Нідерланди | 5 | 3 | 0  | 1  | 1 | 19 | 15 | +4  | 10 |
| Румунія    | 5 | 2 | 0  | 0  | 3 | 12 | 24 | −12 | 6  |
| Литва      | 5 | 1 | 0  | 0  | 4 | 16 | 22 | −6  | 3  |
| Естонія    | 5 | 0 | 0  | 0  | 5 | 14 | 36 | −22 | 0  |

Легенда
|  |                                          |
|  | Підвищення до дивізіону I (група А) 2013 |
|  | Пониження до дивізіону II (група А) 2013 |

### Результати
| Дата       | Збірна     | Рахунок                                                                              | Збірна     |
| ---------- | ---------- | ------------------------------------------------------------------------------------ | ---------- |
| 14.04.2013 | Нідерланди | 5:4 (2:0, 2:3, 1:1) Протокол [Архівовано 20 лютого 2014 у Wayback Machine.]          | Естонія    |
| 14.04.2013 | Польща     | 5:0 (1:0, 2:0, 2:0) Протокол [Архівовано 20 лютого 2014 у Wayback Machine.]          | Литва      |
| 14.04.2013 | Україна    | 8:1 (1:0, 5:0, 2:1) Протокол [Архівовано 20 лютого 2014 у Wayback Machine.]          | Румунія    |
| 15.04.2013 | Литва      | 3:5 (1:2, 1:2, 1:1) Протокол [Архівовано 14 травня 2014 у Wayback Machine.]          | Нідерланди |
| 15.04.2013 | Румунія    | 1:6 (1:0, 0:3, 0:3) Протокол [Архівовано 20 лютого 2014 у Wayback Machine.]          | Польща     |
| 15.04.2013 | Естонія    | 1:8 (1:2, 0:2, 0:4) Протокол [Архівовано 20 лютого 2014 у Wayback Machine.]          | Україна    |
| 17.04.2013 | Естонія    | 3:6 (1:2, 2:2, 0:2) Протокол [Архівовано 20 лютого 2014 у Wayback Machine.]          | Румунія    |
| 17.04.2013 | Польща     | 3:1 (1:1, 1:0, 1:0) Протокол [Архівовано 20 лютого 2014 у Wayback Machine.]          | Нідерланди |
| 17.04.2013 | Україна    | 7:0 (2:0, 2:0, 3:0) Протокол [Архівовано 4 березня 2016 у Wayback Machine.]          | Литва      |
| 18.04.2013 | Польща     | 5:3 (1:0, 2:2, 2:1) Протокол [Архівовано 20 лютого 2014 у Wayback Machine.]          | Естонія    |
| 18.04.2013 | Румунія    | 2:1 (1:0, 0:1, 1:0) Протокол [Архівовано 20 лютого 2014 у Wayback Machine.]          | Литва      |
| 18.04.2013 | Нідерланди | 2:3 PP (2:0, 0:2, 0:0 – 0:1) Протокол [Архівовано 20 лютого 2014 у Wayback Machine.] | Україна    |
| 20.04.2013 | Нідерланди | 6:2 (3:0, 1:1, 2:0) Протокол [Архівовано 20 лютого 2014 у Wayback Machine.]          | Румунія    |
| 20.04.2013 | Литва      | 12:3 (1:1, 3:2, 8:0) Протокол [Архівовано 20 лютого 2014 у Wayback Machine.]         | Естонія    |
| 20.04.2013 | Україна    | 4:3 (0:2, 3:0, 1:1) Протокол [Архівовано 20 лютого 2014 у Wayback Machine.]          | Польща     |

### Статистика

#### Бомбардири
Список 10 найкращих гравців, сортованих за очками. Список розширений, оскільки деякі гравці набрали рівну кількість очок. 
І = проведено ігор; Г = голи; П = передачі; Очк. = очки; +/− = плюс/мінус; Ш = штрафні хвилини;
| М  | Гравець           | Країна     | І | Г | П | Очк. | +/– | Ш  |
| -- | ----------------- | ---------- | - | - | - | ---- | --- | -- |
| 1  | Олег Тимченко     | Україна    | 5 | 5 | 5 | 10   | 4   | +6 |
| 2  | Олег Шафаренко    | Україна    | 5 | 2 | 8 | 10   | 2   | +6 |
| 3  | Іві ван ден Гевел | Нідерланди | 5 | 2 | 7 | 9    | 6   | +5 |
| 4  | Даніель Богдзюль  | Литва      | 5 | 1 | 8 | 9    | 0   | -1 |
| 5  | Аймас Фісцевас    | Литва      | 5 | 6 | 2 | 8    | 0   | +3 |
| 5  | Олексій Сибірцев  | Естонія    | 5 | 6 | 2 | 8    | 2   | -7 |
| 7  | Павел Дроня       | Польща     | 5 | 1 | 7 | 8    | 6   | +6 |
| 7  | Марцін Колюш      | Польща     | 5 | 1 | 7 | 8    | 2   | +5 |
| 9  | Олександр Торяник | Україна    | 5 | 3 | 4 | 7    | 4   | +7 |
| 10 | Роман Благий      | Україна    | 5 | 6 | 0 | 6    | 2   | +6 |

IIHF.com [Архівовано 3 січня 2014 у Wayback Machine.]

#### Найкращі воротарі
Список п'яти найращих воротарів, сортованих за відсотком відбитих кидків. У список включені лише ті гравці, які провели щонайменш 40% хвилин.
| М | Гравець            | Країна     | ЧНЛ    | ГП | СП    | %ВК  | ША |
| - | ------------------ | ---------- | ------ | -- | ----- | ---- | -- |
| 1 | Каміль Косовський  | Польща     | 120:00 | 1  | 96.97 | 0.50 | 1  |
| 2 | Мартайн Ойстервійк | Нідерланди | 301:14 | 15 | 91.33 | 2.99 | 0  |
| 3 | Мантас Армаліс     | Литва      | 178:54 | 11 | 90.98 | 3.69 | 0  |
| 4 | Пшемислав Одробни  | Польща     | 179:48 | 8  | 90.91 | 2.67 | 0  |
| 5 | Євген Напненко     | Україна    | 242.14 | 7  | 90.54 | 1.73 | 0  |

ЧНЛ = часу на льоду (хвилини:секунди); ГП = голів пропушено; СП = Середня кількість пропущених шайб; %ВК = відбитих кидків (у %); ША = шатаути
IIHF.com [Архівовано 3 січня 2014 у Wayback Machine.]

#### Нагороди
Найкращі гравці, обрані дирекцією ІІХФ
- Найкращий воротар:  Мартайн Ойстервійк
- Найкращий захисник:  Павел Дроня
- Найкращий нападник:  Олег Тимченко

IIHF.com [Архівовано 20 лютого 2014 у Wayback Machine.]